# Wendelin Thomas
Wendelin Thomas (* 21. Juni 1884 in Diedenhofen, Lothringen, Deutsches Reich; † September 1956 in Newark, New Jersey, Vereinigte Staaten) war ein deutscher Politiker (SPD, USPD, KPD).

## Leben und Wirken

### Kaiserreich und Weimarer Republik (1884 bis 1933)
Thomas war der Sohn eines Landarbeiters. Er besuchte die Volksschulen in Diedenhofen, Weißenburg und Altenstadt im Elsass. Anschließend wurde er Schiffsjunge, dann Matrose. 1907 heiratete er. 1910 wurde er Schiffbauer in Hamburg. Im selben Jahr trat er in die Sozialdemokratische Partei Deutschlands (SPD) ein.
Von 1914 bis 1918 nahm Thomas am Ersten Weltkrieg teil. Im Herbst 1918 nahm er in führender Rolle an den norddeutschen Matrosenaufständen teil. Außerdem gehörte Thomas ab November 1918 einem revolutionären Soldatenrat an.
1919 wurde Thomas Mitglied der USPD. Seine Rolle in der kurzlebigen Bayerischen Räterepublik von 1919 ist unklar. Jürgen Hillesheim gibt an, dass Thomas zu dieser Zeit zusammen mit Lilly Prem in Versammlungen für die Räterepublik agitiert habe und für die Volksbewaffnung eingetreten sei. Zu dieser Zeit unterhielt Thomas zudem Beziehungen zu Erich Mühsam, Ernst Niekisch und Ernst Toller. Am 1. September 1919 wurde er Chefredakteur bei der Zeitung Volkswille, der Tageszeitung der USPD für Schwaben und Neuburg. Zu seinen Mitarbeitern bei diesem Blatt zählte unter anderem der Dichter Bertolt Brecht, der Theaterkritiken beisteuerte. 1920 wurde Thomas von Erhard Auer wegen eines von ihm, Thomas, verfassten Artikels wegen Pressebeleidigung verklagt. Thomas’ Verteidiger, der Rechtsanwalt Max Hirschberg, erinnerte sich später an diesen als einen „äußerst dumme[r/n] Mensch[en]“. 1921 wurde der Volkswille wegen „aufreizender“ und „die Ordnung gefährdender“ Artikel vom Staatskommissar für Schwaben und Neuburg verboten, Thomas wurde als Chefredakteur verhaftet und zu einer zweijährigen Gefängnisstrafe verurteilt.
Bei den Reichstagswahlen vom Juni 1920 wurde Thomas als Kandidat seiner Partei für den Wahlkreis 27 (Oberbayern-Schwaben) in den Reichstag gewählt. Ende 1920 wechselte Thomas in die Kommunistische Partei Deutschlands, für die er sein Mandat für den Rest der Wahlperiode, die bis zum Mai 1924 andauerte, wahrnahm. Im März 1921 wurde er Redakteur der Neuen Zeitung, später auch der Zeitung Schiffahrtswarte, der Bundeszeitung des Deutschen Schiffahrtsbundes in Hamburg. Im selben Jahr war er zeitweise in Bayern inhaftiert. Nach der Reichstagswahl vom Mai 1924 konnte Thomas auf Reichswahlvorschlag der KPD in den Reichstag zurückkehren. Zu dieser Zeit stand Thomas auch in Kontakt zu Leo Trotzki, mit dem er korrespondierte. Von 1925 bis 1928 arbeitete Thomas im Apparat der Komintern. Danach war er in Deutschland zwei Jahre lang in Haft. 1930 kam er aufgrund einer Amnestie wieder auf freien Fuß.

### Exil und späte Jahre (1933 bis nach 1947)
Nach der nationalsozialistischen Machtergreifung 1933 emigrierte Thomas in die Vereinigten Staaten. Zur selben Zeit trennte er sich von der KPD. Einer Quelle zufolge gilt er seither als verschollen. Einige Quellen nennen Thomas auch als Mitglied einer 1937 in den Vereinigten Staaten gebildeten Gegenkommission (Dewey-Komitee) zu den Moskauer Schauprozessen. Eine andere Quelle deutet letzte Lebensspuren im südamerikanischen Santiago de Chile um 1947 an.

## Werke
- Unserm Kurt Eisner zu Ehren und Gedächtnis!, 1920.